# Polde Bibič
Polde Bibič [pólde bíbič] (tudi Leopold Bibič), slovenski gledališki in filmski igralec, pedagog in pisec memoarske proze, * 3. februar 1933, Maribor, † 13. julij 2012, Ljubljana.

## Šola
Bibič je leta 1953 maturiral na klasični gimnaziji v Mariboru in se nato vpisal na študij gledališke igre AIU v Ljubljani v letniku Vide Juvan. Leta 1961 je diplomiral na AGRFT, že v času študija pa je debitiral v vlogi ilegalca v Čapovem filmu Trenutki odločitve.

## Delo
Zaposlen je bil v SNG Drami Ljubljana (kjer je bil v obdobju 1977–1981 ravnatelj). Deloval je tudi v Mestnem gledališču ljubljanskem. V letih 1973 do 1977 je bil profesor za dramsko igro na ljubljanski AGRFTV. 1979 je bil izvoljen kot izredni profesor za predmet dramske igre na AGRFTV. V letih 1981–1985 je bil tudi predsednik ZDUS-a, do leta 1982 predsednik Zveze združenj dramskih umetnikov Jugoslavije, kasneje tudi Združenja dramskih umetnikov Slovenije. Leta 1984 je bil slavnostni govornik na Prešernovi proslavi v Cankarjevem domu. Upokojil se je leta 1995.
Njegovo ustvarjanje v gledališču je zajemalo zelo bogat in raznolik repertoar izjemnih igralskih stvaritev. Širši javnosti pa je znan tudi po svojih številnih vlogah v slovenskih filmih Moj ata, socialistični kulak (1987), Cvetje v jeseni (1973), Kekčeve ukane (vloga Bedanca; 1968), Ne joči, Peter (1964), Primož Trubar (1985), televizijskih in radijskih igrah in nadaljevankah. Leta 1990 je odigral glavno vlogo v mladinski tv seriji v petih delih imenovani Waitapu. Skupaj je odigral 150 gledaliških in več kot 30 filmskih vlog. Napisal je sedem avtobiografskih knjig.

## Filmografija
| Leto | Naslov                                |
| ---- | ------------------------------------- |
| 1955 | Trenutki odločitve                    |
| 1958 | Dobro morje                           |
| 1959 | Dobri stari pianino                   |
| 1961 | Balada o trobenti in oblaku           |
| 1963 | Samorastniki                          |
| 1964 | Zarota                                |
| 1964 | Ne joči, Peter                        |
| 1967 | Zgodba, ki je ni                      |
| 1967 | Grajski biki                          |
| 1967 | Na papirnatih avionih                 |
| 1968 | Kekčeve ukane                         |
| 1971 | Poslednja postaja                     |
| 1971 | Mrtva ladja                           |
| 1973 | Cvetje v jeseni                       |
| 1973 | Begunec                               |
| 1973 | Let mrtve ptice                       |
| 1974 | Pomladni veter                        |
| 1974 | Strah                                 |
| 1976 | Bele trave                            |
| 1976 | Vdovstvo Karoline Žašler              |
| 1979 | Iskanja                               |
| 1982 | Boj na požiralniku                    |
| 1982 | Razseljena oseba                      |
| 1983 | Dih                                   |
| 1983 | Trije prispevki k slovenski blaznosti |
| 1984 | Veselo gostivanje                     |
| 1984 | Dediščina                             |
| 1986 | Heretik                               |
| 1987 | Moj ata, socialistični kulak          |
| 1988 | Remington                             |
| 1990 | Ječarji                               |
| 2005 | Ruševine                              |
| 2013 | Srečen za umret                       |

| Leto | Naslov                                |
| ---- | ------------------------------------- |
| 1955 | Trenutki odločitve                    |
| 1958 | Dobro morje                           |
| 1959 | Dobri stari pianino                   |
| 1961 | Balada o trobenti in oblaku           |
| 1963 | Samorastniki                          |
| 1964 | Zarota                                |
| 1964 | Ne joči, Peter                        |
| 1967 | Zgodba, ki je ni                      |
| 1967 | Grajski biki                          |
| 1967 | Na papirnatih avionih                 |
| 1968 | Kekčeve ukane                         |
| 1971 | Poslednja postaja                     |
| 1971 | Mrtva ladja                           |
| 1973 | Cvetje v jeseni                       |
| 1973 | Begunec                               |
| 1973 | Let mrtve ptice                       |
| 1974 | Pomladni veter                        |
| 1974 | Strah                                 |
| 1976 | Bele trave                            |
| 1976 | Vdovstvo Karoline Žašler              |
| 1979 | Iskanja                               |
| 1982 | Boj na požiralniku                    |
| 1982 | Razseljena oseba                      |
| 1983 | Dih                                   |
| 1983 | Trije prispevki k slovenski blaznosti |
| 1984 | Veselo gostivanje                     |
| 1984 | Dediščina                             |
| 1986 | Heretik                               |
| 1987 | Moj ata, socialistični kulak          |
| 1988 | Remington                             |
| 1990 | Ječarji                               |
| 2005 | Ruševine                              |
| 2013 | Srečen za umret                       |

| Leto | Naslov                      |
| ---- | --------------------------- |
| 1965 | Počitnice v Lipici          |
| 1969 | Polikarp                    |
| 1975 | Obisk                       |
| 1983 | Strici so mi povedali       |
| 1985 | Primož Trubar               |
| 1990 | Waitapu                     |
| 1990 | Dirigenti i muzikaši        |
| 1996 | Triptih Agate Schwarzkobler |
| 1996 | Peter in Petra              |
| 2001 | Pavle                       |
| 2001 | Sorodne duše                |
| 2005 | Ljubljana je ljubljena      |
| 2010 | Darilo                      |

| Leto | Naslov                      |
| ---- | --------------------------- |
| 1965 | Počitnice v Lipici          |
| 1969 | Polikarp                    |
| 1975 | Obisk                       |
| 1983 | Strici so mi povedali       |
| 1985 | Primož Trubar               |
| 1990 | Waitapu                     |
| 1990 | Dirigenti i muzikaši        |
| 1996 | Triptih Agate Schwarzkobler |
| 1996 | Peter in Petra              |
| 2001 | Pavle                       |
| 2001 | Sorodne duše                |
| 2005 | Ljubljana je ljubljena      |
| 2010 | Darilo                      |

## Nagrade
Polde Bibič je med pomembnejšimi nagradami dobil Prešernovo in Župančičevo nagrado ter Borštnikov prstan.
- 1958 študentska Prešernova nagrada AIU
- 1965 nagrada Prešernovega sklada za vlogi Norca v Shakespearovem Kralju Laeru in Williama Shakespera v TV drami Candonija Shakespeare
- 1967 radijska igra Kosmača-Mejaka Tantadruj (vloga Tantadruja) je prejela nagrado italijanske RTV na tekmovanju Prix Italia
- 1970 nagrada Borštnikovega srečanja v Mariboru za vlogo Mosce v Jonsonovem Volponu
- 1970 nagrada na Tednu jugoslovanskega radia v Ohridu za vlogo Drugega zasliševalca v radijski igri Zupana Upor črvov
- 1971 nagrada na Boršnikovem srečanju v Mariboru za vlogo Podsekalnikova v Erdmanovem Samomorilcu (tudi nagrada občinstva)
- 1971 Zlati venec na Tednu eksperimentalnih gledališč v Sarajevu za vlogo Točaja v Strniševih Žabah
- 1971 mladinska TV igra Jugielewitzeve Srečni metulj (vloga Slikarja) je prejela Prix Jeunesse International na tekmovanju v Munchnu 1970 (kategorija Otroci do 7. leta) in bila uvrščena med 4 najboljše prikazane oddaje sveta na pregledu otroških TV oddaj na New Hampshire Network v Durhamu v ZDA
- 1972 nagrada na Tednu jugoslovanskega radia v Ohridu za vlogo Starca v radijski igri za otroke Puntarja Gosli
- 1974 nagrada za najboljšo vlogo na festivalu JRT v Portorožu za TV vlogo Gospoda v Grum-Uršičevi Josipini
- 1974 Zupančičeva nagrada za oblikovanje monodrame Lužana Zivelo življenje Luke D.
- 1974 nagrada na Tednu jugoslovanskega radia v Ohridu za vlogo Gospoda Iksa v radijski igri Lužana Dan gospoda Iksa
- 1975 nagrada Borštnikovega srečanja v Mariboru za vlogo Slatterry ja v Storeyevi Kmetiji
- 1977 skupinska Prešernova nagrada za izvedbo Hlapca Jerneja na osrednji proslavi ob 100-letnici Cankarjevega rojstva
- 1978 nagrada za najboljšo igralsko stvaritev na festivalu JRT v Portorožu za TV vlogo Jožeta Petkovška v Hiengovem Norem malarju
- 1980 Zlati lovorov venec na jugoslovanskem festivalu malih in eksperimentalnih odrov v Sarajevu
- 1980 Nagrada žirije občinstva na Borštnikovem srečanju v Mariboru za vlogo Voranca v Zajčevem Vorancu
- 1981 skupinska nagrada za dramsko igro na Borštnikovem srečanju v Mariboru za vlogo v uprizoritvi SSG Trst Shakespearovega Kar hočete
- 1981 Borštnikova diploma za jezik v vlogi Komarja v Cankarjevih Hlapcih
- 1981 nagrada Občine Ljubljana-Center za uspešno vodenje Drame SNG Ljubljana
- 1981 Radijska igra Hienga Krvava ptica (vloga Carlo) je prejela nagrado Ondas na tekmovanju Premios Ondas v Barceloni. leta.
- 1982 kipec Ostrovrhar - priznanje Kulturne skupnosti občine Ljubljana-Siška
- 1984 Sterijeva nagrada za najboljšo moško vlogo na jugoslovanskih gledaliških igrah v Novem Sadu
- 1984 nagrada Zlati smeh satiričnega gledališča Jazavac v Zagrebu
- 1984 nagrada žirije občinstva Borštnikovega srečanja v Mariboru za vlogo Jožeta Maleka v Part1jičevem Moj ata, socialistični kulak
- 1984 Borštnikov prstan
- 1984 nagrada Viba filma - prezrte vrednote Tedna domačega filma v Celju za vlogo Tomaža v Dediščini
- 1985 Prešernova nagrada
- 1986 Igralec leta za vlogo Primoža Trubarja v filmu Heretik, Teden domačega filma Celje
- 1991 Mednarodna nagrada na Slovanskem srečanju gledališč v Minsku, za vlogo Jožfa v Jančarjevi igri Zalezujoč Godota
- 1996 Srebrni častni znak svobode Republike Slovenije, ki ga podeljuje Predsednik Republike Slovenije